# Receptor adrenérgico alfa 2
Los receptores adrenérgicos α2 engloban 3 subtipos de receptores adrenérgicos α2 (α2A, α2B, y α2C). Se trata de unos receptores acoplados a proteínas G (GPCR, por sus siglas en inglés G protein-coupled receptors) presentes en la membrana plasmática de ciertas células.

## Funciones
Los receptores α2 se unen a la noradrenalina y a la adrenalina, teniendo ligeramente más afinidad por noradrenalina, produciendo los siguientes efectos: 
- Vasoconstricción de arterias[1]
- Vasoconstricción de las arterias coronarias que suplen irrigación sanguínea al corazón[2] y de las venas.[3]
- Vasoconstricción de venas[3]
- Disminución de la motilidad del músculo liso del tracto gastrointestinal[4]
- Contracción de los genitales masculinos durante la eyaculación
- Son mediadores de la neurotransmisión en los nervios pre y possinápticos:
  - disminuyendo la liberación de acetilcolina[5]
  - disminuyendo la liberación de noradrenalina[5]
- Inhibición de la lipolisis en el tejido adiposo[6]
- Inhibición de la liberación de insulina del páncreas[7]
- Inducción de la liberación de glucagón del páncreas
- Agregación plaquetaria
- Secreción de las glándulas salivales[8]
- Relajación del tracto gastrointestinal—efecto presináptico.

## Mecanismo de acción
Los receptores adrenérgicos α2 son miembros de una familia de receptores asociados a la proteína G. Con su activación, una proteína heterotrimérica G, llamada Gi inactiva a la adenilil ciclasa, que a su vez produce una disminución del segundo mensajero intracelular AMPc lo que conlleva a la apertura de un canal de K+. En otros sitios promueve el intercambio Na+/K+ y estimula la fosfolipasa Cβ2 que moviliza el ácido araquidónico y aumenta Ca++.
La relajación del tracto gastrointestinal por efecto inhibitorio presináptico ocurre por medio de la inhibición de la continua liberación de los efectos activadores sinápticos.

## Agonistas
Algunos agonistas de los receptores α2 adrenérgicos incluyen los medicamentos:
- adrenalina
- noradrenalina
- isoprenalina
- dexmedetomidina
- clonidina (antihipertensivo)
- lofexidina (antihipertensivo)
- xilazina (de uso veterinario como tranquilizante)
- tizanidina (en  espasmos y calambres)
- guanfacina (antihipertensivo)
- clenbuterol (descongestivo y broncodilador)

La adrenalina tiene una afinidad mayor por el receptor que la noradrenalina, el cual a sus vez, tiene una mayor afinidad que la de la isoprenalina.

## Antagonistas
Algunos antagonistas de los receptores α2 adrenérgicos incluyen los medicamentos alfa bloqueantes:
- mirtazapina (antidepresivo noradrenérgico específico serotonérgico)
- yohimbina (impotencia sexual en hombres)[9]
- mianserina (antidepresivo tetracíclico)

## Subtipos
Existen tres subtipos de receptores α2: ADRA2A, ADRA2B, ADRA2C.